# یواس‌اس ال‌اس‌تی-۱۰۳۸
یواس‌اس ال‌اس‌تی-۱۰۳۸ (به انگلیسی: USS LST-1038) یک کشتی بود که طول آن ۳۲۸ فوت (۱۰۰ متر) بود. این کشتی در سال ۱۹۴۵ ساخته شد.